# Abellas de ouro
Abellas de ouro (literal, "Abejas de oro") es un libro de Xosé Lesta Meis, publicado por primera vez en 1930 por la Editorial Nós, con prólogo de Antonio Villar Ponte y portada de Álvaro Cebreiro.

## Contenido
Neste libro non falo máis que de mulleres. De mulleres galegas. Todas son da miña aldea. Todas son auténticas. Hainas que levan o mesmo nome que teñen. Astra algunha pertence á miña familia.
— "Porqué sae agora este libro"

- Dedicatoria
- Preludio cordial
- Porqué sae agora este libro
- Ánxela
- A siña Gabriela
- A siña Dominga
- O tío Manuel
- A lavandeira
- Elisa
- A costureira
- Matilde
- Roxelia
- A siña Farruca
- Culasa
- A siña Antona a mesqueteira
- O siño Mingos

## Ediciones
- En 1982 salió la segunda edición, a cargo de Edicións Xerais de Galicia.[2]
- En 2002 apareció, con el número 19, en la Biblioteca Galega 120.[3]

## Galería de imágenes
|              |
| Dedicatoria. |

|                 |
| "A costureira". |

|            |
| "Matilde". |

### Otros artículos
- Biblioteca Gallega 120